# Морган Туринуј
Морган Туринуи (енгл. Morgan Turinui; 5. јануар 1982) аустралијски је рагбиста, који тренутно игра за француски рагби клуб Стад Франс. Играо је за репрезентацију Аустралије до 21 године и за рагби 7 репрезентацију Аустралије. У супер рагбију играо је за Воратасе и за Редсе. У дресу репрзентације Аустралије дебитовао је против Ирске 2003, у тест мечу. Био је део селекције Аустралије на светском првенству 2003. Био је заменик капитена Аустралије 2005, у мечевима против Новог Зеланда у оквиру Бледислоу купа.